# فرودگاه بیر کریک ۳
فرودگاه بیر کریک ۳ (به انگلیسی: Bear Creek 3 Airport) یک فرودگاه همگانی بهره‌برداری هوایی با کد یاتا BCC است که یک باند فرود شن و خاک دارد و طول باند آن ۵۱۱ متر است. این فرودگاه در کشور ایالات متحده آمریکا قرار دارد و در ارتفاع ۲۲۶ متری از سطح دریا واقع شده‌است.